# Кошель, Иван Яковлевич
Иван Яковлевич Кошель (22 июля 1923, Подгородное, Екатеринославская губерния — 2002, Новомосковск, Днепропетровская область) — советский военный. В Рабоче-крестьянской Красной армии служил с сентября 1941 года по август 1945 года. Участник Великой Отечественной войны. Полный кавалер ордена Славы. Воинское звание на момент увольнения в запас — младший лейтенант. С 1975 года — капитан в отставке.

## Биография
Родился 22 июля 1923 года в селе Подгородное Мануиловского района Екатеринославского округа Екатеринославской губернии Украинской ССР СССР (ныне город в Днепровском районе Днепропетровской области Украины) в семье рабочего-шахтёра. Украинец. С 1927 года жил в городе Новомосковске. Окончил 7 классов школы. Некоторое время работал в колхозе. В 1941 году уехал в Днепропетровск. Учился в школе фабрично-заводского обучения при металлургическом заводе имени Г. И. Петровского, которую окончил уже после начала Великой Отечественной войны, в августе 1941 года, когда враг стоял на пороге города.

### На фронтах Великой Отечественной войны
Сразу после окончания школы ФЗО И. Я. Кошель добровольно явился на призывной пункт. Немецкие войска уже стояли на ближних подступах к городу, и Иван Яковлевич рассчитывал сразу оказаться на фронте, однако необученного призывника в городском военкомате решили отправить в Закавказье. К сентябрю 1941 года Кошель оказался в Ленинакане, где прошёл обучение на курсах пулемётчиков. 
В начале декабря Иван Яковлевич был зачислен в один из полков 302-й горнострелковой дивизии Закавказского фронта, а уже в конце месяца началась Керченско-Феодосийская десантная операция. 26 декабря штурмовые батальоны дивизии полковника М. К. Зубкова под шквальным огнём противника высадились на побережье Керченский полуострова у посёлка Камыш-Бурун к югу от Керчи. Во время десантирования пулемётчик И. Я. Кошель был ранен в руку, но остался в строю. Огнём из пулемёта он прикрывал высадку своих боевых товарищей, уничтожив до 20 немецких солдат. Лишь после того, как десантная операция была успешно завершена, он по приказу командира вместе с другими ранеными первым транспортом эвакуировался в госпиталь. Лечение проходил в городе Туапсе. 
После возвращения в строй участвовал в боях на Дону, где в августе 1942 года был тяжело ранен. Восстановление шло долго, и лишь в сентябре 1943 года Иван Яковлевич вновь оказался на передовой, когда его в звании сержанта зачислили в 7-й стрелковый полк 24-й стрелковой дивизии на должность командира отделения роты автоматчиков. В октябре 1943 года Кошель участвовал в боях под Кривым Рогом. Как-то его отделению было поручено срочно «добыть языка». Средь бела дня сержант Кошель с несколькими бойцами проник в расположение противника и взял в плен двух немецких солдат, за что был награждён медалью «За отвагу».
В боях за Кривой Рог Железная дивизия понесла большие потери, вследствие чего в ноябре 1943 года была выведена в резерв Ставки Верховного Главнокомандования и после доукомплектования в декабре того же года переброшена на 1-й Украинский фронт. Зимой 1944 года сержант И. Я. Кошель принимал участие в Житомирско-Бердичевской операции, в составе своего подразделения освобождал город Бердичев. 6 января 1944 года Иван Яковлевич был ранен, но быстро вернулся в строй. Особенно отличился во время Проскуровско-Черновицкой операции.

### Орден Славы III степени
Проскуровско-Черновицкую операцию 24-я стрелковая дивизия генерал-майора Ф. А. Прохорова начинала в составе 52-го стрелкового корпуса 18-й армии наступлением на второстепенном направлении. Однако в связи с ожесточённым сопротивлением немцев на направлении главного удара, неблагоприятными погодными условиями и мощными танковыми контрударами противника командование 1-го Украинского фронта вынуждено было осуществить перегруппировку сил, и Железная дивизия оказалась в составе 11-го стрелкового корпуса, которому предстояло действовать совместно с частями 1-й танковой армии. Наступление возобновилось 21 марта 1944 года. В течение дня 7-й стрелковый полк майора В. П. Минакова прорвал оборону немцев юго-западнее Волочиска и, развивая наступление с задачей перерезать шоссе на Гусятин, по которому противник отводил свои войска, поздним вечером вышел к крупному опорному пункту немцев селу Сатанов. Перед ротой автоматчиков командиром полка была поставлена задача произвести разведку сил врага и выявить его огневые средства. Прикрывать действия автоматчиков, двигаясь впереди основных сил, должно было отделение сержанта И. Я. Кошеля, усиленное отделением полковых разведчиков. Под покровом темноты Иван Яковлевич со своими бойцами сумел вплотную приблизиться к переднему краю немцев. Неожиданно совсем рядом открыл огонь станковый пулемёт противника. Было неясно, то ли немцы заметили двигавшихся позади советских автоматчиков, то ли стреляли наугад, неприцельно. В любом случае огневая точка могла помешать выполнению боевой задачи, и Иван Яковлевич решил её уничтожить. Действовал он смело и дерзко. Спрыгнув в траншею врага, он поднял на плечо пустой ящик из-под патронов, и не таясь, направился в сторону пулемётчиков. Как и рассчитывал Кошель, немцы приняли его за своего. В короткой рукопашной схватке Иван Яковлевич уничтожил трёх вражеских солдат и завладел пулемётом.
Разведка была произведена успешно, и рота без потерь вернулась в расположение полка, доставив командованию ценные разведданные. Используя полученные сведения 7-й стрелковый полк смелым обходным манёвром вышел на шоссе Сатанов-Гусятин и перерезал пути отступления противника в районе села Примаково и высоты 338,2. В течение 23-24 марта противник двадцать раз контратаковал позиции полка, бросая каждый раз в бой не менее батальона пехоты при поддержке 10-15 танков. При отражении натиска врага сержант И. Я. Кошель заменил выбывшего из строя командира взвода. Под его умелым командованием подразделение уничтожило до 60 немецких солдат и подбило 2 танка. 25 марта полк продолжил наступление и, сломив сопротивление врага, овладел опорными пунктами немецкой обороны сёлами Голенищево и Германовка и форсировал реки Збруч и Гнилу, создав благоприятные условия для дальнейшего наступления на Чертков. 29 марта сержант И. Я. Кошель со своим отделением участвовал в освобождении города Черновицы. За доблесть и мужество, проявленные в боях, приказом от 30 апреля 1944 года Иван Яковлевич был награждён орденом Славы 3-й степени.

### Орден Славы II степени
В ходе Проскуровско-Черновицкой операции 24-я стрелковая дивизия вышла к предгорьям Украинских Карпат и до лета 1944 года закрепилась на позициях северо-западнее города Коломыя. В рамках начавшейся в июле 1944 года Львовско-Сандомирской операции ей предстояло вести наступление в Предкарпатье в условиях сильно пересечённой местности. Используя особенности рельефа, противник выстроил на этом направлении мощную оборонительную линию. Тем не менее, 23 июля 7-й Прикарпатский стрелковый полк майора В. П. Минакова прорвал оборону немецких и венгерских войск в районе Черемхув—высота 360,6 — Хлебычин-Лесны и начал стремительно продвигаться в направлении посёлка Богородчаны. Стремясь ликвидировать прорыв, противник бросил в бой крупные резервы. 25 июля в районе населённого пункта Волосув завязался ожесточённый бой. Позиции 7-го стрелкового полка были контратакованы двумя пехотными полками и инженерным батальоном венгерских войск при поддержке 35 танков и 13 самоходных артиллерийских установок. Помощник командира взвода роты автоматчиков старший сержант И. Я. Кошель силами вверенного ему взвода умело организовал отражение натиска врага. Подпустив неприятеля на близкое расстояние, автоматчики закидали его ручными гранатами, после чего открыли шквальный автоматный огонь по вражеским цепям. Венгерские солдаты в панике бежали, оставив на поле боя до 10 человек убитыми. Всего в бою у Волосува противник потерял до 200 солдат и офицеров, 2 танка и 1 самоходку. Ещё 50 венгров были взяты в плен.
27 июля 1944 года 7-й стрелковый полк завязал бой за крупный опорный пункт противника село Горохолина. Роте автоматчиков было поручено овладеть господствующей высотой 440,1. При штурме возвышенности под шквальным пулемётным огнём старший сержант И. Я. Кошель со своим взводом первым ворвался в траншеи противника и уничтожил 3 станковых пулемёта врага, тем самым обеспечив выполнение ротой боевой задачи. Венгры, стремясь вернуть утраченные позиции, трижды переходили в контратаку. В ходе ожесточённого сражения из строя по ранению выбыли командир взвода и командир роты, и старший сержант Кошель принял командование автоматчиками на себя. Под его руководством рота успешно отразила натиск врага, уничтожив при этом 15 вражеских солдат и ещё 8 захватив в плен. За умелое руководство подразделением Иван Яковлевич был повышен в воинском звании до старшины и принял под командование взвод роты автоматчиков.
30 июля решением Ставки Верховного Главнокомандования был воссоздан 4-й Украинский фронт. 5 августа ему была подчинена 18-я армия. Решая поставленные задачи уже в рамках нового оперативно-стратегического войскового объединения, 24-я стрелковая дивизия продолжила наступление в предгорье Сколевских Бескид. 7-й стрелковый полк, в том числе и взвод старшины И. Я. Кошеля, вновь отличился при освобождении райцентра Сколе, уничтожив в боях за город до 300 солдат и офицеров врага. После взятия Сколе 18-я армия продолжила теснить части 1-й венгерской армии к границам Венгерского Королевства. Стремясь не допустить вступления частей Красной Армии на свою территорию, венгерские войска, взяв под контроль ключевые вершины Украинских Карпат в районах горных дорог и перевалов, попытались создать мощную огневую систему. Одну из таких хорошо укреплённых вершин с отметкой 1130,6 предстояло взять бойцам роты автоматчиков 7-го стрелкового полка. Согласно разработанному плану, роте предстояло, рассредоточившись повзводно, просочиться во вражеский тыл и выбить противника с горы. Старшина И. Я. Кошель в трудных условиях горно-лесистой местности умело и скрытно вывел свой взвод на исходные позиции. По условному сигналу Иван Яковлевич со своими бойцами первым устремился на штурм высоты, сходу ведя огонь по позициям врага. Атака была настолько неожиданной и стремительной для венгров, что они не смогли оказать достойного сопротивления и были обращены в паническое бегство. В этом бою автоматчики Кошеля истребили до 20 солдат неприятеля и двух взяли в плен. За образцовое выполнение боевого задания приказом от 2 сентября 1944 года Иван Яковлевич был награждён орденом Славы 2-й степени.

### Орден Славы I степени
В конце августа 1944 года в Словакии началось национальное восстание, и 31 августа его руководство обратилось за помощью к советскому правительству. Несмотря на то, что войска Красной Армии только что завершили крупномасштабные наступательные операции и были сильно измотаны, Ставка спешно начала разработку Восточно-Карпатского стратегического плана. В его рамках силы 4-го Украинского фронта должны были провести Карпатско-Ужгородскую операцию, имея целью выбить войска противника с Главного Карпатского хребта и занять территорию Закарпатской низменности с городами Чоп, Ужгород, Мукачево и Хуст, подконтрольную Венгрии. 8 сентября 1944 года 18-я армия перешла в наступление из района Сколе. На этот раз частям армии противостояла немецкая армейская группа Готхарда Хейнрици, опиравшаяся на сильно укреплённую оборонительную линию «Арпад». Стремясь не пропустить советские войска к карпатским перевалам, немцы отчаянно цеплялись за каждую вершину. Вследствие сложности рельефа, упорного сопротивления противника и усталости войск наступление фронта развивалось очень медленно. 24-й стрелковой дивизии только к 9 октября удалось выйти на подступы к Средневерецкому перевалу, ключом к которому являлась сильно укреплённая высота с отметкой 734,0. Задача взять высоту была поставлена перед 7-м стрелковым полком подполковника Минакова. 12 октября во время штурма нижнего яруса немецких укреплений продвижение роты автоматчиков было остановлено шквальным пулемётным огнём. Старшина Кошель получил приказ уничтожить огневые точки врага. Взяв с собой трёх бойцов, Иван Яковлевич скрытно выдвинулся к немецким позициям и забросал их гранатами, уничтожив двух пулемётчиков неприятеля. Как только пулемётный огонь прекратился, рота поднялась в атаку, а старшина Кошель, ворвавшись в немецкую траншею, захватил исправный пулемёт и открыл из него огонь по врагу. Оборона противника была прорвана, и по приказу командира роты Иван Яковлевич со своим взводом устремился на высоту. До вершины добрались около 30 бойцов. В короткой ожесточённой схватке они выбили противника с занимаемых позиций, уничтожив более 10 немецких солдат, и закрепились на высоте. Противник, не смирившись с потерей важных оборонительных рубежей, 12 раз переходил в контратаку, но советские бойцы стойко удерживали занимаемые позиции. Когда подошло подкрепление, из защитников вершины в строю осталось только 7 человек.
14 октября 1944 года после шестидневных ожесточённых боёв 7-й стрелковый полк с боем взял опорный пункт немцев село Подполозье. 18 октября части дивизии установили контроль над Средневерецким перевалом и перевалили через Главный Карпатский хребет. 27 октября Железная дивизия вышла на восточный берег реки Уж, где перешла к обороне. Три дня спустя командир полка подполковник В. П. Минаков за смелость и отвагу, проявленные в боях в Украинских Карпатах, представил старшину И. Я. Кошеля к ордену Славы 1-й степени. Высокая награда была присвоена Ивану Яковлевичу указом Президиума Верховного Совета СССР от 24 марта 1945 года.

### После войны
До награждения орденом Славы 1-й степени старшина И. Я. Кошель ещё успел повоевать в чешских Татрах. Затем его направили в город Черновцы на курсы младших лейтенантов, которые он окончил уже после окончания Великой Отечественной войны. Однако продолжить карьеру военного Иван Яковлевич не смог. Ранения, полученные на фронте, тяжело сказались на его здоровье, и в августе 1945 года он по инвалидности был уволен в запас. Жил в городе Новомосковске Днепропетровской области. Работал электрослесарем на Новомосковском горбыткомбинате и электриком на металлургическом заводе (ныне Новомосковский трубный завод). С 1975 года капитан И. Я. Кошель — в отставке. Активно участвовал в общественной жизни города, ветеранском движении, вёл большую работу по военно-патриотическому воспитанию молодёжи. Умер Иван Яковлевич 3 апреля 2002 года. Похоронен в Новомосковске.

## Награды
- Орден Отечественной войны 1-й степени (06.04.1985)[23];
- орден Отечественной войны 2-й степени (20.08.1944)[18];
- орден Славы 1-й степени (24.03.1945)[20];
- орден Славы 2-й степени (19.09.1944)[12];
- орден Славы 3-й степени (30.04.1944)[14].
- Медали, в том числе:

медаль «За отвагу»;
медаль «За боевые заслуги» — дважды;
медаль «В ознаменование 100-летия со дня рождения Владимира Ильича Ленина»;
медаль «За оборону Кавказа»;
медаль «За победу над Германией в Великой Отечественной войне 1941-1945 гг.».

## Память
- В городе Новомосковске Днепропетровской области на доме, где жил И. Я. Кошель, установлена мемориальная доска, на площади Ленина в честь него установлен памятный знак[3].
- В 1999 году И. Я. Кошель навечно зачислен в списки отдельного медицинского батальона 98-й механизированной дивизии вооружённых сил Украины[3][4].

## Документы
- Общедоступный электронный банк документов «Подвиг Народа в Великой Отечественной войне 1941—1945 гг.» Дата обращения: 29 сентября 2014. Архивировано из оригинала 11 мая 2017 года.

Орден Отечественной войны 1-й степени.
Орден Отечественной войны 2-й степени.
Представление к ордену Славы 1-й степени.
Указ Президиума Верховного Совета СССР от 24 марта 1945 года.
Список награждённых указом Президиума Верховного Совета СССР от 24 марта 1945 года.
Орден Славы 2-й степени.
Орден Славы 3-й степени.